# Nikandria brevitarsis
Nikandria brevitarsis är en tvåvingeart som beskrevs av Boris Mamaev 1964. Nikandria brevitarsis ingår i släktet Nikandria och familjen gallmyggor. Inga underarter finns listade i Catalogue of Life.